# Walnut Canyon nationalmonument

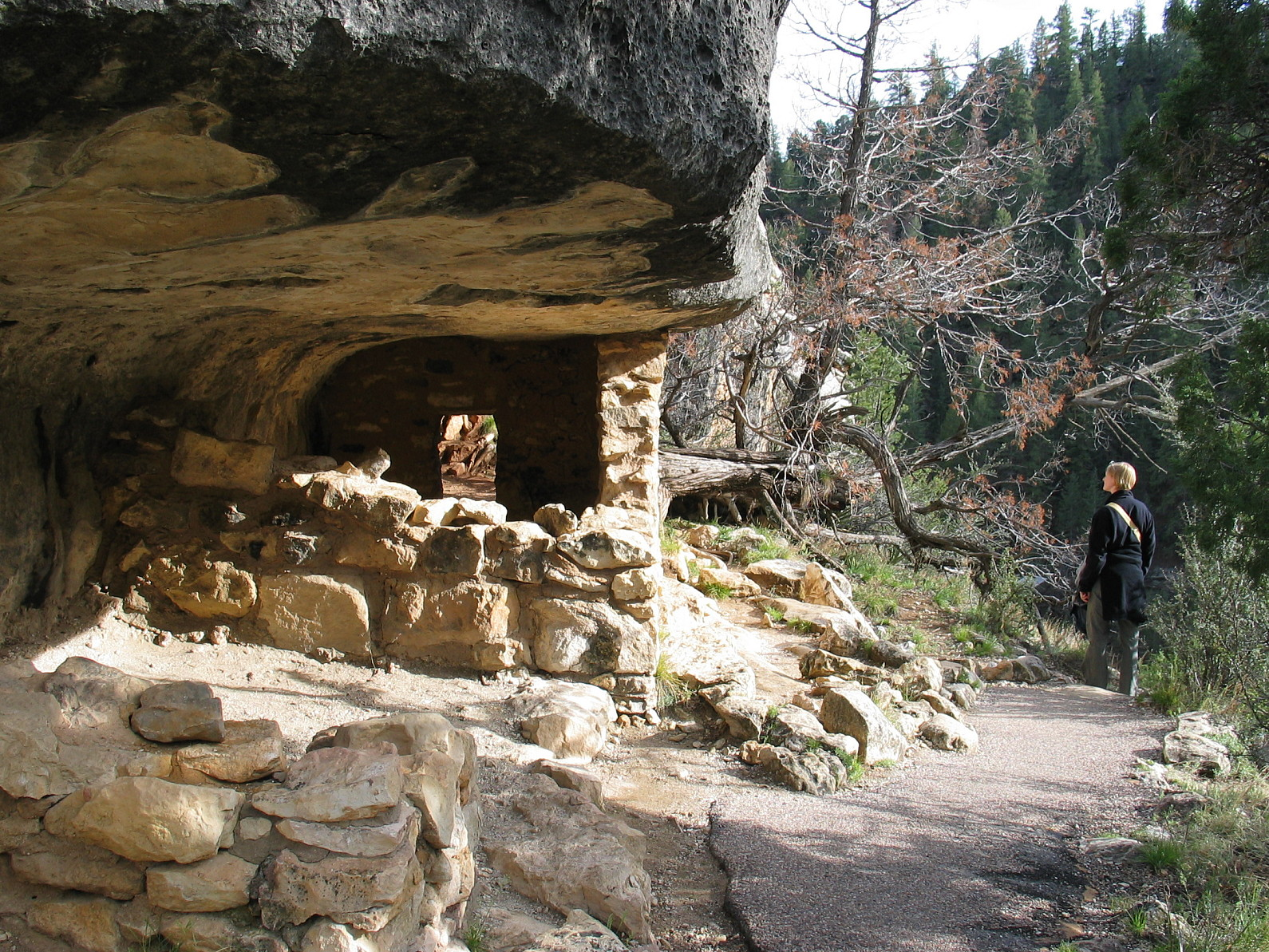
Walnut Canyon nationalmonument.

Walnut Canyon nationalmonument ligger i delstaten Arizona i USA. Här finns byggnader och ruiner från indianer som levde här på 1300-talet.